# ذا سبلاتيرز
ذا سبلاتيرز (بالإنجليزية: The Splatters)‏ ، هي لعبة فيديو إلكترونية من نوع ألغاز، تعمل حصرا لنظام إكس بوكس 360 ، حيث نشرت شركة مايكروسوفت ستوديوز الأمريكية سنة 2012م.